# Don't Forget to Remember
Don't Forget to Remember è un singolo dei Bee Gees pubblicato nel 1969 ed estratto dall'album Cucumber Castle.
Il brano è stato scritto da Barry Gibb e Maurice Gibb.

## Tracce
- 7"

1. Don't Forget to Remember
2. The Lord

## Formazione
- Barry Gibb - voce, chitarra acustica
- Maurice Gibb - voce, basso, chitarra acustica, piano, mellotron
- Colin Petersen - batteria